# Corticaria aeterna
Corticaria aeterna is een keversoort uit de familie schimmelkevers (Latridiidae). De wetenschappelijke naam van de soort werd in 1914 gepubliceerd door Henry Frederick Wickham.